# Plano, Texas
Plano là một thành phố nằm ở các quận Collin và Denton, đông bắc tiểu bang Texas, tại khu vực phía bắc của vùng đô thị có trung tâm ở Dallas. Thành phố này có diện tích 185 km² (72 dặm vuông), với độ cao trung bình 205 m (674 foot). Theo điều tra dân số năm 2019, thành phố này có 287.677 người, cơ cấu dân số gồm 78,3% người da trắng, 10,2% người châu Á, người da đen chiếm 5%, người thổ dân châu Mỹ chiếm 0,4%. Phần còn lại là dân Hawaii, các đảo Thái Bình Dương. Plano là trung tâm thương mại và công nghiệp sản xuất các sản phẩm gồm: máy tính, điện tử, thiết bị viễn thông, đĩa compact, dây điện, vật tư ngành in. Thành phố này tổ chức lễ hội khí cầu dùng khí nóng hàng năm vào tháng 9.
Vào thập niên 1840, khu vực này là một trung tâm nông nghiệp nhỏ sau khi có một tuyến đường sắt đi ngang qua đây. Năm 1881, khu vực dân cư này bị một trận hỏa hoạn phá hủy hầu như hoàn toàn nhưng đã được phát triển thành một trung tâm bông và gia súc sau đó. Năm 1873, cộng đồng này được nâng thành thị trấn và năm 1961 thành một thành phố. Plano đã trải qua thời kỳ tăng trưởng vào thập niên 1960 và thập niên 1970.